# Michiejewiczy (stacja kolejowa)
Michiejewiczy (biał. Міхеевічы; ros. Михеевичи) – stacja kolejowa w pobliżu miejscowości Karaniec, w rejonie krzyczewskim, w obwodzie mohylewskim, na Białorusi. Położona jest na linii Orsza – Krzyczew – Uniecza.
Nazwa stacji pochodzi od oddalonej o 3,1 km wsi Michiejewiczy. Do 2012 przystanek kolejowy. Na początku II dziesięciolecia XXI w. rozbudowany do rangi stacji. Wybudowano wtedy budynek stacyjny oraz położono dodatkowe tory.
Stacja obsługuje położoną obok dużą cementownię, do której odchodzi kilka bocznic.